# خسوس ایگلسیاس
خسوس ریکاردو ایگلسیاس (اسپانیایی: Jesús Ricardo Iglesias‎؛ زادهٔ ۲۲ فوریهٔ ۱۹۲۲ در پرگامینو، درگذشتهٔ ۱۱ ژوئیهٔ ۲۰۰۵ در پرگامینو) رانندهٔ مسابقات اتومبیل‌رانی فرمول یک اهل آرژانتین بود که در فصل ۱۹۵۵ در مجموع در یک گراند پری شرکت کرد، اما موفق به کسب هیچ امتیازی نشد.
ایگلسیاس در ۱۱ ژوئیه ۲۰۰۵ در پرگامینو درگذشت.